# 貢恰里哈 (姆利尼夫區)
50°30′53″N 25°47′49″E / 50.51472°N 25.79694°E
貢恰里哈（烏克蘭語：Гончариха），是烏克蘭西北部的村莊，隸屬里夫內州的杜布諾區。該村面積4.39平方公里，海拔高度251米，2001年人口19，人口密度每平方公里4.33人。